# Bahamas ved sommer-OL 2020
Bahamas deltager under Sommer-OL 2020 i Tokyo som bliver afviklet i perioden 23. juli til 8. august 2021.

## Medaljer
| 2020 Tokyo | Guld | Sølv | Bronze | Total |
| Bahamas    | 2    | 0    | 0      | 2     |

### Medaljevinderne
| Bahamas under sommer-OL 2020 i Tokyo | Bahamas under sommer-OL 2020 i Tokyo | Bahamas under sommer-OL 2020 i Tokyo | Bahamas under sommer-OL 2020 i Tokyo | Bahamas under sommer-OL 2020 i Tokyo |
| Medalje                              | Navn                                 | Sport                                | Event                                | Dato                                 |
| ------------------------------------ | ------------------------------------ | ------------------------------------ | ------------------------------------ | ------------------------------------ |
| Guld                                 | Steven Gardiner                      | Atletik                              | Mændenes 400 meter                   | 5. august                            |
| Guld                                 | Shaunae Miller-Uibo                  | Atletik                              | Damernes 400 meter                   | 6. august                            |